# Oakland (Californie)
Pour les articles homonymes, voir Oakland.
Oakland (prononcé en anglais : /ˈoʊk.lənd/ ; en français : /ok.lɑ̃d/) est une ville de la côte ouest des États-Unis située dans la baie de San Francisco, dans l'État de Californie. Au nord de la ville se trouve la ville de Berkeley, où siège l'université du même nom. À l'ouest, au-delà du pont Bay Bridge, se trouve San Francisco. Oakland est l'un des trois ports les plus importants de la côte ouest des États-Unis : son port s'est développé dans les années 1970 grâce à la conteneurisation des marchandises. En 1997, le port a ainsi reçu 20,5 millions de tonnes de marchandise[réf. incomplète].
Malgré la mauvaise réputation d'Oakland pour ce qui est du taux de criminalité, son climat, sa situation géographique, et son offre de centres commerciaux et de restaurants représentant toutes les cuisines du monde ont fait monter en flèche les prix de l'immobilier durant la dernière décennie.
En 2020, la population de la ville était de 440 646 habitants, faisant d'Oakland la troisième ville la plus peuplée de la région de la baie de San Francisco, après San José et San Francisco. La ville est le siège du diocèse d'Oakland, érigé en 1962.
Les principales attractions de la ville sont le musée de la Californie, le lac Merritt, l'équipe de baseball Athletics d'Oakland.
L'aéroport international d'Oakland propose de nombreuses destinations, tandis que sa gare ferroviaire, reliée par navette de bus au centre de San Francisco, est desservie par de nombreux trains, à longue distance ou régionaux.
La ville d'Oakland entoure la ville de Piedmont.

## Histoire
Les premiers habitants connus de la région étaient les Amérindiens Huchiun qui appartenaient au groupe linguistique qui fut appelé plus tard Ohlone (un mot indien Miwok signifiant « gens de l'Ouest »). Ils étaient à l'époque concentrés autour du lac Merritt et de Temescal Creek, un ruisseau qui rejoint la baie de San Francisco à Emeryville.
Oakland, comme le reste de la Californie du Nord, devint une possession de l'Espagne en 1772 à la suite de la découverte de la région par les explorateurs espagnols. Entre la fin du XVIIIe siècle et les premières décennies du XIXe siècle, Oakland appartenait à un riche propriétaire terrien, Luís María Peralta qui appela ses terres Rancho San Antonio. À l'approche de sa mort en 1842, Peralta divisa sa terre pour que ses quatre fils héritent chacun d'une portion de celle-ci. La plus grande partie de la ville actuelle était alors partagée par Antonio Mara et Vincent, qui l'ouvrirent à la colonisation.

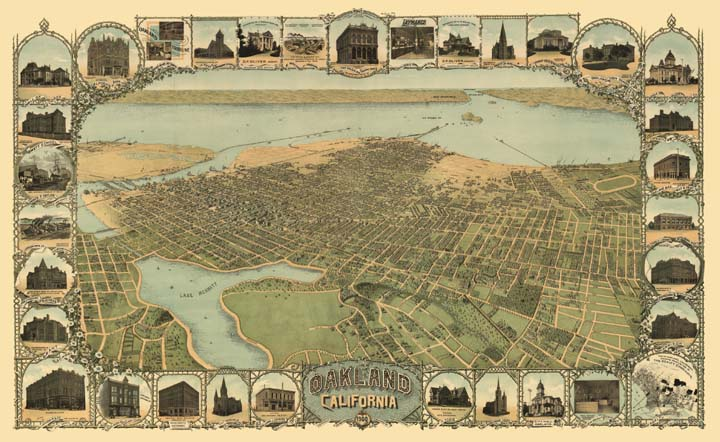
Oakland en 1900.

Le développement à grande échelle du site commença au cours des années 1840 après la conquête de la Californie par les États-Unis durant la guerre américano-mexicaine, et avec la Ruée vers l'or de 1848. 
Oakland fut fondée en 1852 en tant que ville et grandit grâce à l'arrivée du chemin de fer. C'est un important centre ferroviaire depuis les années 1870. Oakland annexa rapidement les villes et colonies situées à proximité. Sa croissance industrielle mena à la construction d'un canal en 1902 qui créa l'île d'Alameda et permit la construction du port d'Oakland. En 1906 sa population augmenta considérablement, du fait de l'arrivée des rescapés du tremblement de terre (et de l'incendie qui suivit) de San Francisco. En 1920 Oakland était le centre de nombreuses industries dont l'automobile, la construction de bateaux et la métallurgie.

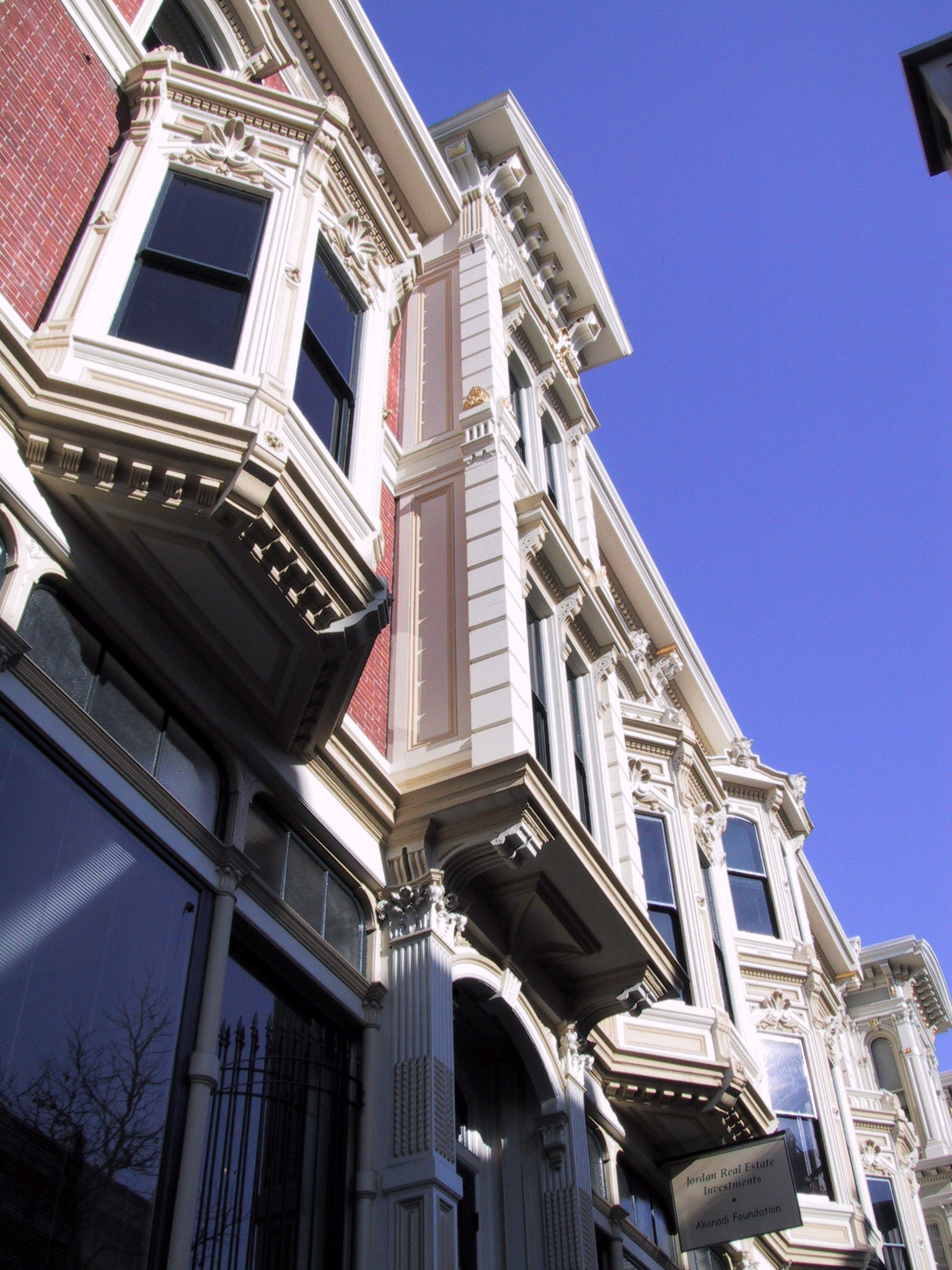
Maisons victoriennes dans le Vieil Oakland.

Durant la Seconde Guerre mondiale l'industrie de construction navale fut pleinement sollicitée et attira de très nombreux travailleurs depuis tout le pays. Beaucoup d'entre eux étaient des afro-américains venant des états du sud-ouest (Texas, Louisiane, Oklahoma et Arkansas) qui vécurent dans la prospérité durant ces années. Mais, au même titre que l'industrie automobile, l'industrie navale s'arrêta, tout comme les emplois concernés. Beaucoup de ceux qui étaient venus pour ce genre de travail décidèrent de rester à Oakland tandis que d'autres déménagèrent dans les banlieues en développement au nord et au sud des limites de la ville.
À la fin des années 1960, Oakland, qui avait été plutôt prospère avant la guerre, était dominée par une population beaucoup plus pauvre qu'auparavant. La réputation courante du haut niveau de criminalité est liée à cette transformation.
En 1966, Huey Newton et Bobby Seale fondent le Black Panther Party (BPP) à Oakland. Ils s'investissent dans un travail de politisation de la communauté noire et organisent un certain nombre de services en faveur des plus démunis (distribution de nourriture aux enfants, transport gratuit, clinique médicale, assistance juridique, etc. En 1973, Bobby Seale est candidat pour le parti à la mairie et obtient près de 20 % des voix.
Ces dernières années le centre-ville a été réaménagé et la population a augmenté (409 300 habitants en 2004). Certains voient cependant dans ces projets une gentrification voulue.
Après le décès tragique de Tupac Shakur en 1996, est instauré 20 ans après sa mort 2016 un "Tupac Shakur Day" le 16 juinet une rue et renommée en son honneur le 3 novembre 2023.

## Géographie

### Démographie
| Groupe            | Oakland | Californie | États-Unis |
| ----------------- | ------- | ---------- | ---------- |
| Blancs            | 34,5    | 57,6       | 72,4       |
| Afro-Américains   | 28,0    | 6,2        | 12,6       |
| Asiatiques        | 16,8    | 13,1       | 4,8        |
| Autres            | 13,7    | 17,0       | 6,2        |
| Métis             | 5,6     | 4,9        | 2,9        |
| Amérindiens       | 0,8     | 1,0        | 0,9        |
| Océaniens         | 0,6     | 0,4        | 0,2        |
| Total             | 100     | 100        | 100        |
|                   |         |            |            |
| Latino-Américains | 25,4    | 37,6       | 16,7       |

Population des dix villes de Californie les plus peuplées (2016)
Selon l'American Community Survey, pour la période 2011-2015, 60,47 % de la population âgée de plus de 5 ans déclare parler l'anglais à la maison, 21,49 % déclare parler l'espagnol, 7,43 % une langue chinoise, 1,87 % le vietnamien, 1,21 % une langue africaine, 1,05 % le tagalog, 0,92 % l'arabe, 0,65 % le français et 4,90 % une autre langue.
Le nombre d'homicides est en augmentation : il est passé de 93 à 145 entre 2005 et 2006, ce qui place Oakland en tête des homicides aux États-Unis. La plupart se concentrent dans le sud-ouest de la ville, dans une zone surnommée « Killing Zone ». La violence est alimentée par des gangs armés, principalement composés d'Hispaniques et d'Afro-Américains qui font d'Oakland une des principales villes de trafic de drogue, d'armes et prostitution.
| 1860  | 1870   | 1880   | 1890   | 1900   | 1910    |
| ----- | ------ | ------ | ------ | ------ | ------- |
| 1 543 | 10 500 | 34 555 | 48 682 | 66 960 | 150 174 |

| 1920    | 1930    | 1940    | 1950    | 1960    | 1970    |
| ------- | ------- | ------- | ------- | ------- | ------- |
| 216 261 | 284 063 | 302 163 | 384 575 | 367 548 | 361 561 |

| 1980    | 1990    | 2000    | 2010    | 2020    | - |
| ------- | ------- | ------- | ------- | ------- | - |
| 339 337 | 372 242 | 399 484 | 390 724 | 440 646 | - |

### Climat
| Mois                                  | jan.    | fév.    | mars    | avril   | mai     | juin    | jui.    | août    | sep.    | oct.    | nov.    | déc.    | année   |
| ------------------------------------- | ------- | ------- | ------- | ------- | ------- | ------- | ------- | ------- | ------- | ------- | ------- | ------- | ------- |
| Température minimale moyenne (°C)     | 7,3     | 8,4     | 9,3     | 10,2    | 11,6    | 12,8    | 13,7    | 14,2    | 14      | 12,6    | 9,7     | 7,3     | 10,9    |
| Température moyenne (°C)              | 11,4    | 12,6    | 13,7    | 14,7    | 16      | 17,4    | 17,8    | 18,4    | 18,8    | 17,6    | 14,2    | 11,3    | 15,3    |
| Température maximale moyenne (°C)     | 15,4    | 16,9    | 18,2    | 19,3    | 20,3    | 22,1    | 22      | 22,7    | 23,7    | 22,6    | 18,8    | 15,4    | 19,8    |
| Record de froid (°C) date du record   | −1 1975 | −2 1976 | 1 1976  | 3 1976  | 6 1975  | 9 1976  | 11 2008 | 10 1977 | 9 1986  | 6 2007  | 2 2010  | −3 1972 | −3 1972 |
| Record de chaleur (°C) date du record | 26 2021 | 28 2016 | 31 2005 | 36 1981 | 41 1976 | 41 2000 | 39 1972 | 38 2020 | 43 1971 | 39 1980 | 29 2012 | 24 1979 | 43 1971 |
| Précipitations (mm)                   | 110,5   | 110,5   | 81,5    | 34,8    | 19      | 5,1     | 0       | 1,3     | 2,5     | 28,7    | 62      | 118,4   | 574,3   |
| Nombre de jours avec précipitations   | 10,4    | 10      | 10,4    | 5,9     | 3,7     | 1,1     | 0,1     | 0,3     | 0,8     | 3       | 6,5     | 10,5    | 62,7    |

## Tourisme
Oakland est particulièrement bien classée au palmarès des villes américaines les plus « durables » du magazine Lawn Starter, basé sur des critères de développement durable, pollution, transports et production alimentaireet où elle se classe derrière San Francisco (Californie), Boston (Massachusetts), New York (New York), et devant San Diego (Californie), San Jose (Californie), Seattle (Washington), Baltimore (Maryland), Sacramento (Californie), Los Angeles (Californie), dans un classement où s'illustrent les villes californiennes (six sur dix).

## Politique

### Maires
| Période                                  | Période          | Identité            | Étiquette   | Qualité                                    |
| ---------------------------------------- | ---------------- | ------------------- | ----------- | ------------------------------------------ |
| Les données manquantes sont à compléter. |                  |                     |             |                                            |
| 1er juillet 1945                         | 1er juillet 1947 | Herbert L. Beach    |             |                                            |
| 1er juillet 1947                         | 1er juillet 1949 | Joseph E. Smith     |             |                                            |
| 1er juillet 1949                         | 1er juillet 1961 | Clifford E. Rishell | Républicain |                                            |
| 1er juillet 1961                         | 1er mai 1966     | John C. Houlihan    | Républicain |                                            |
| 1er mai 1966                             | 1er juillet 1977 | John H. Reading     | Républicain |                                            |
| 1er juillet 1977                         | 7 janvier 1991   | Lionel Wilson       | Démocrate   | Premier Afro-Américain                     |
| 7 janvier 1991                           | 4 janvier 1999   | Elihu Harris        | Démocrate   |                                            |
| 4 janvier 1999                           | 8 janvier 2007   | Jerry Brown         | Démocrate   |                                            |
| 8 janvier 2007                           | 3 janvier 2011   | Ron Dellums         | Démocrate   |                                            |
| 3 janvier 2011                           | 5 janvier 2015   | Jean Quan           | Démocrate   | Première femme et première Asio-Américaine |
| 5 janvier 2015                           | 9 janvier 2023   | Libby Schaaf        | Démocrate   |                                            |
| 9 janvier 2023                           | 17 décembre 2024 | Sheng Thao          | Démocrate   |                                            |
| 18 décembre 2024                         | 7 janvier 2025   | Nikki Fortunato Bas | Démocrate   | Présidente du conseil municipal, intérim   |
| 7 janvier 2025                           | 20 mai 2025      | Kevin Jenkins       | Démocrate   | Président du conseil municipal, intérim    |
| 20 mai 2025                              | En cours         | Barbara Lee         | Démocrate   |                                            |

## Équipe sportive
Auparavant, la ville accueillait les Raiders d'Oakland (football américain de la NFL), qui ont désormais déménagé à Las Vegas dans le Allegiant Stadium pour devenir les Raiders de Las Vegas, les Golden State Warriors (équipe de NBA) qui sont désormais basés à San Francisco au Chase Center et les Athletics d'Oakland (baseball de la MLB) qui domicilié provisoirement à West Sacramento, déménage à Las Vegas.

## Patrimoine architectural
- Musée de la Californie
- Cathédrale du Christ-Lumière (catholique)
- Cabane de Jack London

## Personnalités liées à la ville

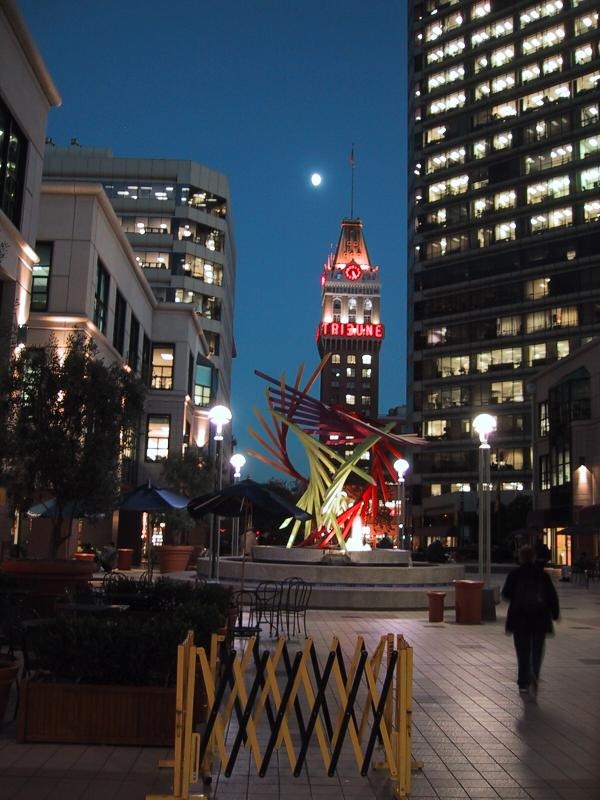
Oakland la nuit.

## Jumelages
La ville d'Oakland est jumelée avec :
 Fukuoka (Japon)
 Nakhodka (Russie)
 Sékondi (Ghana)
 Dalian (Chine)
 Ocho Rios (Jamaïque)
 Livourne (Italie)
 Santiago de Cuba (Cuba)
 Baher Dar (Éthiopie)